# Agriomelissa amblyphaea
Agriomelissa amblyphaea is een vlinder uit de familie wespvlinders (Sesiidae), onderfamilie Sesiinae.
Agriomelissa amblyphaea is voor het eerst wetenschappelijk beschreven door Hampson in 1919. De soort komt voor in het Afrotropisch gebied.